# مردگان متحرک (فرنچایز)
مردگان متحرک، یک فرنچایز چندرسانه‌ای رستاخیز زامبی‌های آمریکایی و یک جهان مشترک است که بر روی تعدادی از مجموعه‌های تلویزیونی به هم پیوسته بر اساس کتاب کمیک به همین نام متمرکز شده‌است. این فرنچایز که در دنیایی تخیلی اتفاق می‌افتد دارای عناصر داستانی متقاطع، تنظیمات و شخصیت‌هایی است که شامل چهار مجموعه تلویزیونی لایو اکشن، سه مجموعه تلویزیونی اسپین‌آف در مراحل مختلف تولید و همچنین هشت سریال لایو اکشن اینترنتی است. این فرنچایز از شبکه‌های ای‌ام‌سی و ای‌ام‌سی پلاس پخش شده‌است.

## مجموعه‌های تلویزیونی
| مجموعه‌ها                              | فصل | قسمت‌ها | قسمت‌ها | تاریخ اصلی روی آنتن رفتن | تاریخ اصلی روی آنتن رفتن | شورانر(ها)                     | وضعیت        |
| مجموعه‌ها                              | فصل | قسمت‌ها | قسمت‌ها | اولین بار                | آخرین بار                | شورانر(ها)                     | وضعیت        |
| ------------------------------------- | --- | ------ | ------ | ------------------------ | ------------------------ | ------------------------------ | ------------ |
| مردگان متحرک                          | ۱   | ۶      | ۶      | ۳۱ اکتبر ۲۰۱۰            | ۵ دسامبر ۲۰۱۰            | فرانک دارابونت                 | پایان یافته  |
| مردگان متحرک                          | ۲   | ۱۳     | ۱۳     | ۱۶ اکتبر ۲۰۱۱            | ۱۸ مارس ۲۰۱۲             | گلن مازارا                     | پایان یافته  |
| مردگان متحرک                          | ۳   | ۱۶     | ۱۶     | ۱۴ اکتبر ۲۰۱۲            | ۳۱ مارس ۲۰۱۳             | گلن مازارا                     | پایان یافته  |
| مردگان متحرک                          | ۴   | ۱۶     | ۱۶     | ۱۳ اکتبر ۲۰۱۳            | ۳۰ مارس ۲۰۱۴             | اسکات ام. گیمپل                | پایان یافته  |
| مردگان متحرک                          | ۵   | ۱۶     | ۱۶     | ۱۲ اکتبر ۲۰۱۴            | ۲۹ مارس ۲۰۱۵             | اسکات ام. گیمپل                | پایان یافته  |
| مردگان متحرک                          | ۶   | ۱۶     | ۱۶     | ۱۱ اکتبر ۲۰۱۵            | ۳ آوریل ۲۰۱۶             | اسکات ام. گیمپل                | پایان یافته  |
| مردگان متحرک                          | ۷   | ۱۶     | ۱۶     | ۲۳ اکتبر ۲۰۱۶            | ۲ آوریل ۲۰۱۷             | اسکات ام. گیمپل                | پایان یافته  |
| مردگان متحرک                          | ۸   | ۱۶     | ۱۶     | ۲۲ اکتبر ۲۰۱۷            | ۱۵ آوریل ۲۰۱۸            | اسکات ام. گیمپل                | پایان یافته  |
| مردگان متحرک                          | ۹   | ۱۶     | ۱۶     | ۷ اکتبر ۲۰۱۸             | ۳۱ مارس ۲۰۱۹             | آنجلا کانگ                     | پایان یافته  |
| مردگان متحرک                          | ۱۰  | ۲۲     | ۲۲     | ۶ اکتبر ۲۰۱۹             | ۴ آوریل ۲۰۲۱             | آنجلا کانگ                     | پایان یافته  |
| مردگان متحرک                          | ۱۱  | ۲۴     | ۲۴     | ۲۲ اوت ۲۰۲۱              | ۲۰ نوامبر ۲۰۲۲           | آنجلا کانگ                     | پایان یافته  |
| از مردگان متحرک بترسید                | ۱   | ۶      | ۶      | ۲۳ اوت ۲۰۱۵              | ۴ اکتبر ۲۰۱۵             | دیو اریکسون                    | پایان یافته  |
| از مردگان متحرک بترسید                | ۲   | ۱۵     | ۱۵     | ۱۰ آوریل ۲۰۱۶            | ۲ اکتبر ۲۰۱۶             | دیو اریکسون                    | پایان یافته  |
| از مردگان متحرک بترسید                | ۳   | ۱۶     | ۱۶     | ۴ ژوئن ۲۰۱۷              | ۱۵ اکتبر ۲۰۱۷            | دیو اریکسون                    | پایان یافته  |
| از مردگان متحرک بترسید                | ۴   | ۱۶     | ۱۶     | ۱۵ آوریل ۲۰۱۸            | ۳۰ سپتامبر ۲۰۱۸          | اندرو چمبلیس و ایان بی. گلدبرگ | پایان یافته  |
| از مردگان متحرک بترسید                | ۵   | ۱۶     | ۱۶     | ۲ ژوئن ۲۰۱۹              | ۲۹ سپتامبر ۲۰۱۹          | اندرو چمبلیس و ایان بی. گلدبرگ | پایان یافته  |
| از مردگان متحرک بترسید                | ۶   | ۱۶     | ۱۶     | ۱۱ اکتبر ۲۰۲۰            | ۱۳ ژوئن ۲۰۲۱             | اندرو چمبلیس و ایان بی. گلدبرگ | پایان یافته  |
| از مردگان متحرک بترسید                | ۷   | ۱۶     | ۱۶     | ۱۷ اکتبر ۲۰۲۱            | ۵ ژوئن ۲۰۲۲              | اندرو چمبلیس و ایان بی. گلدبرگ | پایان یافته  |
| از مردگان متحرک بترسید                | ۸   | ۱۲     | ۱۲     | ۱۴ مه ۲۰۲۳               | ۲۶ نوامبر ۲۰۲۳           | اندرو چمبلیس و ایان بی. گلدبرگ | پایان یافته  |
| جهانی فراتر                           | ۱   | ۱۰     | ۱۰     | ۴ اکتبر ۲۰۲۰             | ۲۹ نوامبر ۲۰۲۰           | متیو نگرت                      | پایان یافته  |
| جهانی فراتر                           | ۲   | ۱۰     | ۱۰     | ۳ اکتبر ۲۰۲۱             | ۵ دسامبر ۲۰۲۱            | متیو نگرت                      | پایان یافته  |
| داستان‌های مردگان متحرک                | ۱   | ۶      | ۶      | ۱۴ اوت ۲۰۲۲              | ۱۸ سپتامبر ۲۰۲۲          | چانینگ پاول                    | پایان یافته  |
| شهر مرده                              | ۱   | ۶      | ۶      | ۱۸ ژوئن ۲۰۲۳             | ۲۳ ژوئیه ۲۰۲۳            | الی جورنه                      | منتشرشده     |
| شهر مرده                              | ۲   | ۸      | ۸      | ۲۰۲۵                     | TBA                      | الی جورنه                      | پس‌تولید      |
| دریل دیکسون                           | ۱   | ۶      | ۶      | ۱۰ سپتامبر ۲۰۲۳          | ۱۵ اکتبر ۲۰۲۳            | دیوید زیبل                     | منتشر شده    |
| دریل دیکسون                           | ۲   | ۶      | ۶      | ۲۹ سپتامبر ۲۰۲۴          | TBA                      | دیوید زیبل                     | در حال پخش   |
| دریل دیکسون                           | ۳   | TBA    | TBA    | TBA                      | TBA                      | دیوید زیبل                     | فیلمبرداری   |
| آن‌هایی که زنده‌اند                     | ۱   | ۶      | ۶      | ۲۵ فوریه ۲۰۲۴            | ۳۱ مارس ۲۰۲۴             | اسکات ام. گیمپل و دانای گوریرا | پایان‌یافته   |
| داستان‌های بیشتر از دنیای مردگان متحرک | ۱   | ۶      | ۶      | TBA                      | TBA                      | اسکات ام. گیمپل                | در حال توسعه |

## کتاب کمیک
کتاب کمیک مردگان متحرک ماهانه با صفحه‌های سیاه و سفید منتشر می‌شود و نویسنده اصلی این کتاب رابرت کرکمن است.
اولین نسخهٔ کمیک در سال ۲۰۰۳ منتشر شده و نویسندهٔ آن رابرت کرکمن و طراحش تونی مور است. این کمیک در سال ۲۰۱۰ برنده جایزه‌ای از جشنواره کامیک-کان سن دیگو شد.

## رمان‌ها

### ظهور فرماندار
رمان مردگان متحرک: ظهور فرماندار، رمانی پسارستاخیزی به نویسندگی رابرت کرکمن است. این رمان دارای صفحات سیاه و سفید است و هم چنین در تاریخ ۱۱ اکتبر ۲۰۱۱ منتشر شده‌است.

### به سوی وودبری
رمان مردگان متحرک: به سوی وودبری، رمانی پسارستاخیزی به نویسندگی رابرت کرکمن است.

## بازی ویدئویی

### مردگان متحرک: فصل اول
در تاریخ ۱۸ فوریه ۲۰۱۱ تل‌تیل گیمز اعلام کرد که قصد دارد بازی ویدئویی برگرفته شده از این کتاب را بسازد و قصد دارد در پاییز ۲۰۱۱ کار را شروع و در آوریل ۲۰۱۲ آن را ارائه کند. او اعلام کرد که این بازی شامل پنج قسمت است که بین ماه‌های آوریل تا نوامبر ۲۰۱۲ به بازار می‌آید. این بازی جوایز سال زیادی کسب کرده‌است.

### مردگان متحرک: فصل دوم
تل‌تیل گیمز قسمت اول از فصل دوم بازی را پس از موفقیت‌های چشم گیر نسخهٔ اول در تاریخ ۱۷ دسامبر ۲۰۱۳ منتشر کرد.

### مردگان متحرک: غریزه بقا
در تاریخ ۶ ژوئیه ۲۰۱۲، کمپانی اکتیویژن اعلام کرد که قصد دارد بازی‌ای در ژانر تیراندازی اول شخص براساس سریال مردگان متحرک بسازد. این بازی در تاریخ ۱۹ مارس ۲۰۱۳ در آمریکای شمالی منتشر شد که نظران منفی زیادی را از منتقدین دریافت نمود.